# Дгараніндраварман II
Дгараніндраварман II (кхмер. ធរណីន្ទ្រវរ្ម័នទី២) — правитель Кхмерської імперії.

## Правління
Був двоюрідним братом Сур'явармана II.
Дослідники вважають, що він не мав абсолютної влади та правив лише обмеженою територією. За його правління відбувалась військова кампанія проти чамів 1160 року, на чолі якої стояв його син.